# 사이버펑크 2077: 팬텀 리버티
《사이버펑크 2077: 팬텀 리버티》(Cyberpunk 2077: Phantom Liberty)는 CD 프로젝트 레드가 제작한 액션 롤플레잉 게임이다. 《사이버펑크 2077 (2020)》의 확장팩으로 게임에 새로운 진행구역과 임무를 추가한다. 디스토피아 사이버펑크를 배경으로, 미국 대통령이 탑승한 비행기가 무법지대 도그타운에 추락하자 주인공 'V'가 이를 해결하는 임무를 맡고 나서는 이야기를 다룬다.
마이크로소프트 윈도우, 플레이스테이션 5 및 엑스박스 시리즈 X/S 플랫폼으로 개발돼 2023년 9월 26일 출시됐다.

## 게임플레이
본편과 마찬가지로 《팬텀 리버티》는 일인칭 시점에서 진행되는 액션 롤플레잉 게임 구조를 갖췄다. 게임의 무대는 본편과는 독립된 등장인물, 임무 및 이야기를 갖춘 '도그타운'이다.

## 개발
《팬텀 리버티》의 개발비용은 6000만 달러 이상이었다.

## 반응
《팬텀 리버티》는 리뷰 애그리게이터 웹사이트 메타크리틱에서 윈도우 및 플레이스테이션 5판이 "대체적으로 긍정적인 평가", 엑스박스 시리즈 X/S판이 "전폭적인 호평"을 받았다.